# MTV Europe Music Award za nejlepší Pop
Seznam výherců a nominovaných cen MTV Europe Music Awards pro kategorii Nejlepší Pop.

## 1990 - 1999
| Rok  | Vítěz          | Nominovaní                                        |
| ---- | -------------- | ------------------------------------------------- |
| 1998 | Spice Girls    | - Aqua - Backstreet Boys - Boyzone - Five         |
| 1999 | Britney Spears | - Backstreet Boys - Boyzone - Five - Ricky Martin |

## 2000 - 2009
| Rok  | Vítěz               | Nominovaní                                                     |
| ---- | ------------------- | -------------------------------------------------------------- |
| 2000 | All Saints          | - Backstreet Boys - *NSYNC - Britney Spears - Robbie Williams  |
| 2001 | Anastacia           | - Atomic Kitten - *NSYNC - Shaggy - Britney Spears             |
| 2002 | Kylie Minogue       | - Anastacia - Enrique Iglesias - P!nk - Shakira                |
| 2003 | Justin Timberlake   | - Christina Aguilera - Kylie Minogue - P!nk - Robbie Williams  |
| 2004 | The Black Eyed Peas | - Anastacia - Avril Lavigne - Britney Spears - Robbie Williams |
| 2005 | The Black Eyed Peas | - Gorillaz - Shakira - Gwen Stefani - Robbie Williams          |
| 2006 | Justin Timberlake   | - Christina Aguilera - Madonna - Shakira - Robbie Williams     |

## 2010 - 2019
| Rok  | Vítěz         | Nominovaní                                          |
| ---- | ------------- | --------------------------------------------------- |
| 2010 | Lady Gaga     | - Miley Cyrus - Katy Perry - Rihanna - Usher        |
| 2011 | Justin Bieber | - Britney Spears - Katy Perry - Lady Gaga - Rihanna |
| 2012 | Justin Bieber | - Katy Perry - No Doubt - Rihanna - Taylor Swift    |